# Балаш, Михал
Ми́хал Ба́лаш (пол. Michał Bałasz; 22 января 1923, Вильно, Виленское воеводство — 18 июля 2025) — польский архитектор, специализировавшийся на строительстве храмов для католической и православной церквей.

## Биография
Детство провёл Вильнюсе, где его в 1939 году и застала Вторая мировая война. В 1944 году присоединился к партизанам Армии Крайовой в качестве сапёра, потом присоединился к 3 Белорусскому фронту генерала Ивана Черняховского. Позже был интернирован в СССР.
В 1946 вернулся в Польшу, где окончил с отличием Познанский политехнический университет по классу архитектуры. На 2021 год являлся старейшим работающим архитектором Европы.
Дядя бывшего президента Польши Александра Квасьневского. Вырос в православной семье, владел русским языком.
Скончался 18 июля 2025 года.

## Проекты
- Костёл Пресвятого Божественного Провидения [источник не указан 4333 дня] в городе Бельск-Подляски;
- Церковь св. Анны в селе Боратынец-Руски;
- Церковь Успения Пресвятой Девы Марии в Белостоке.

## Галерея

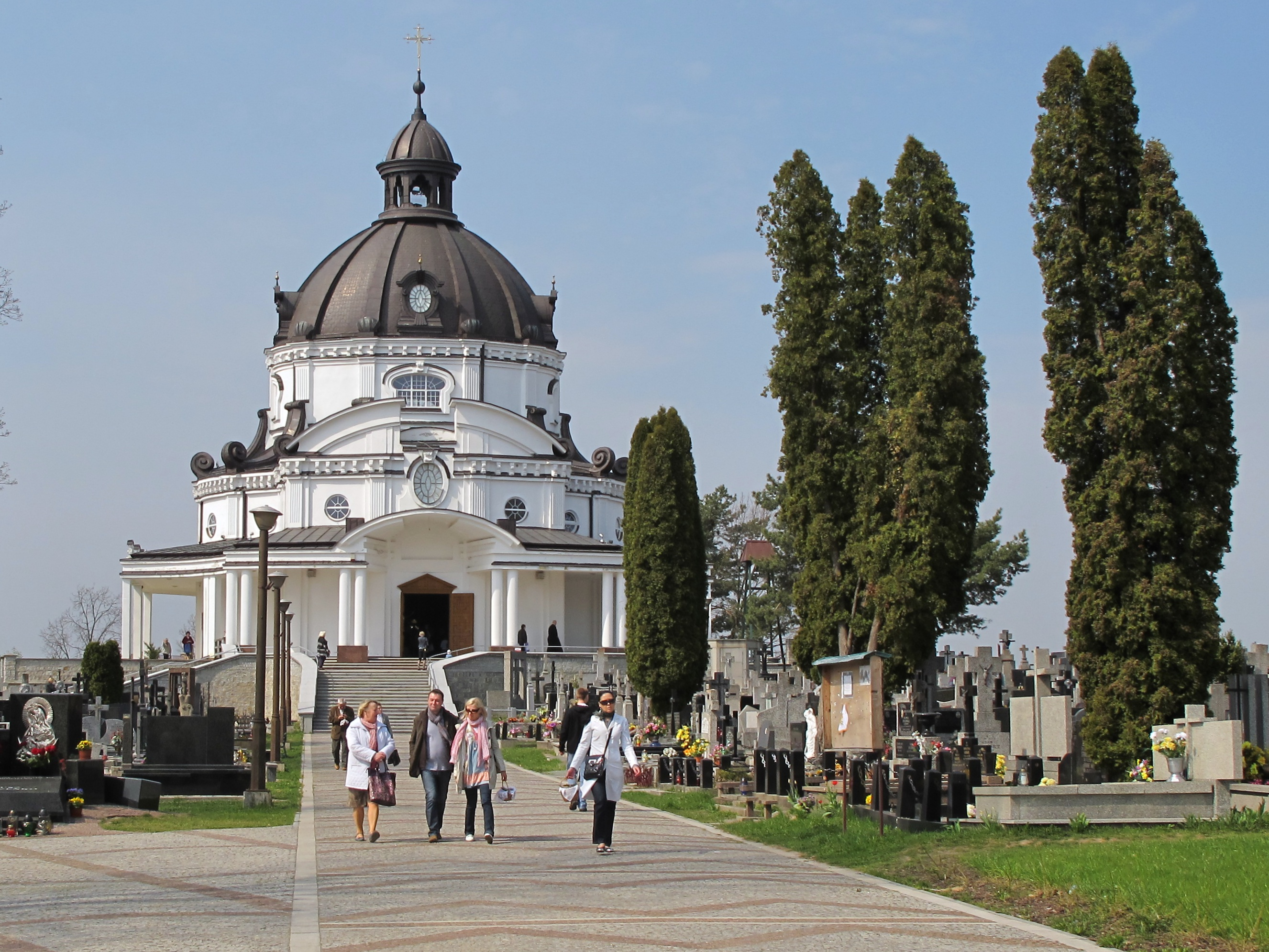
Костёл Всех святых в Белостоке[пол.]
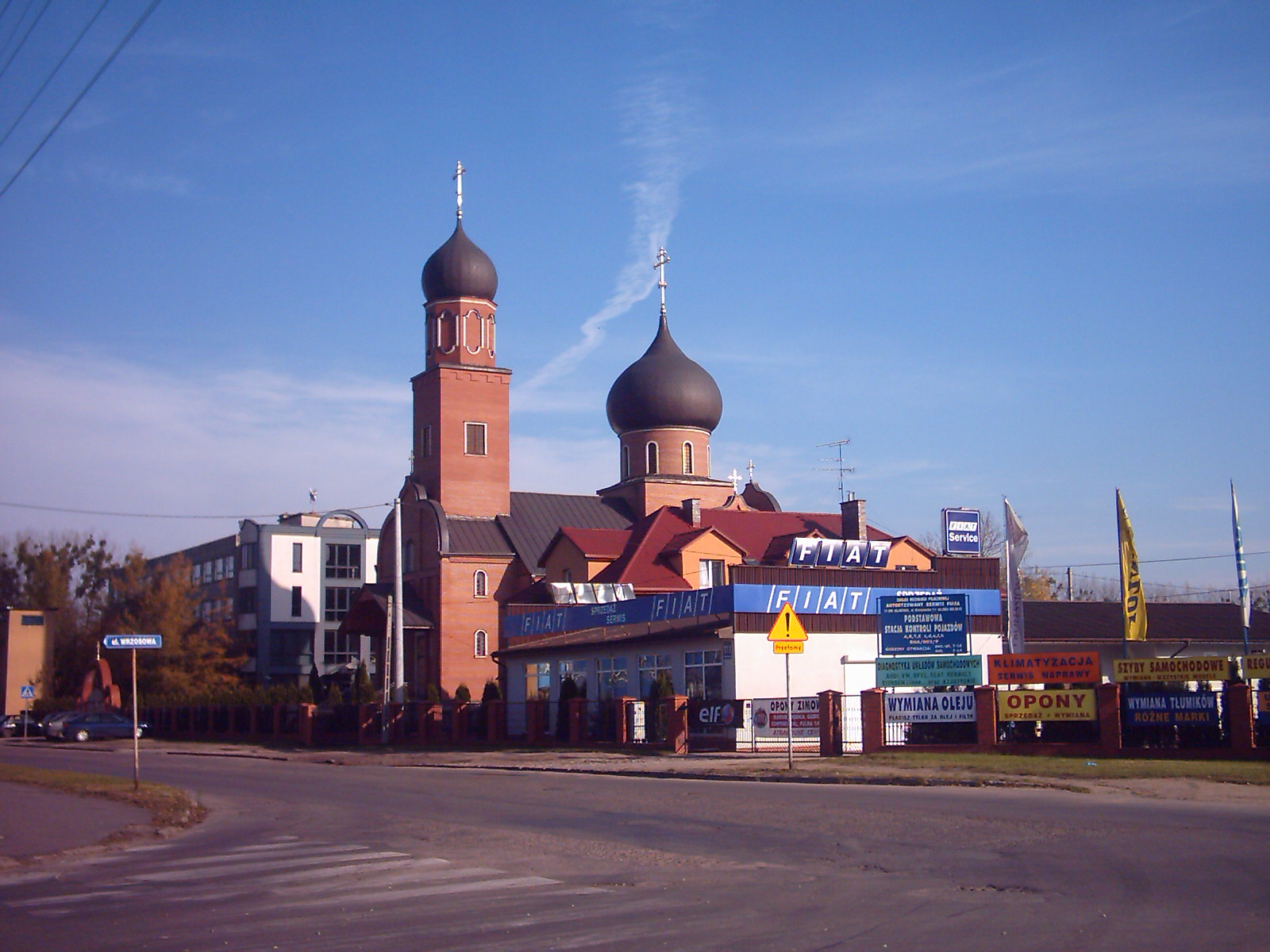
Церковь св. Дмитрия в Хайнувке
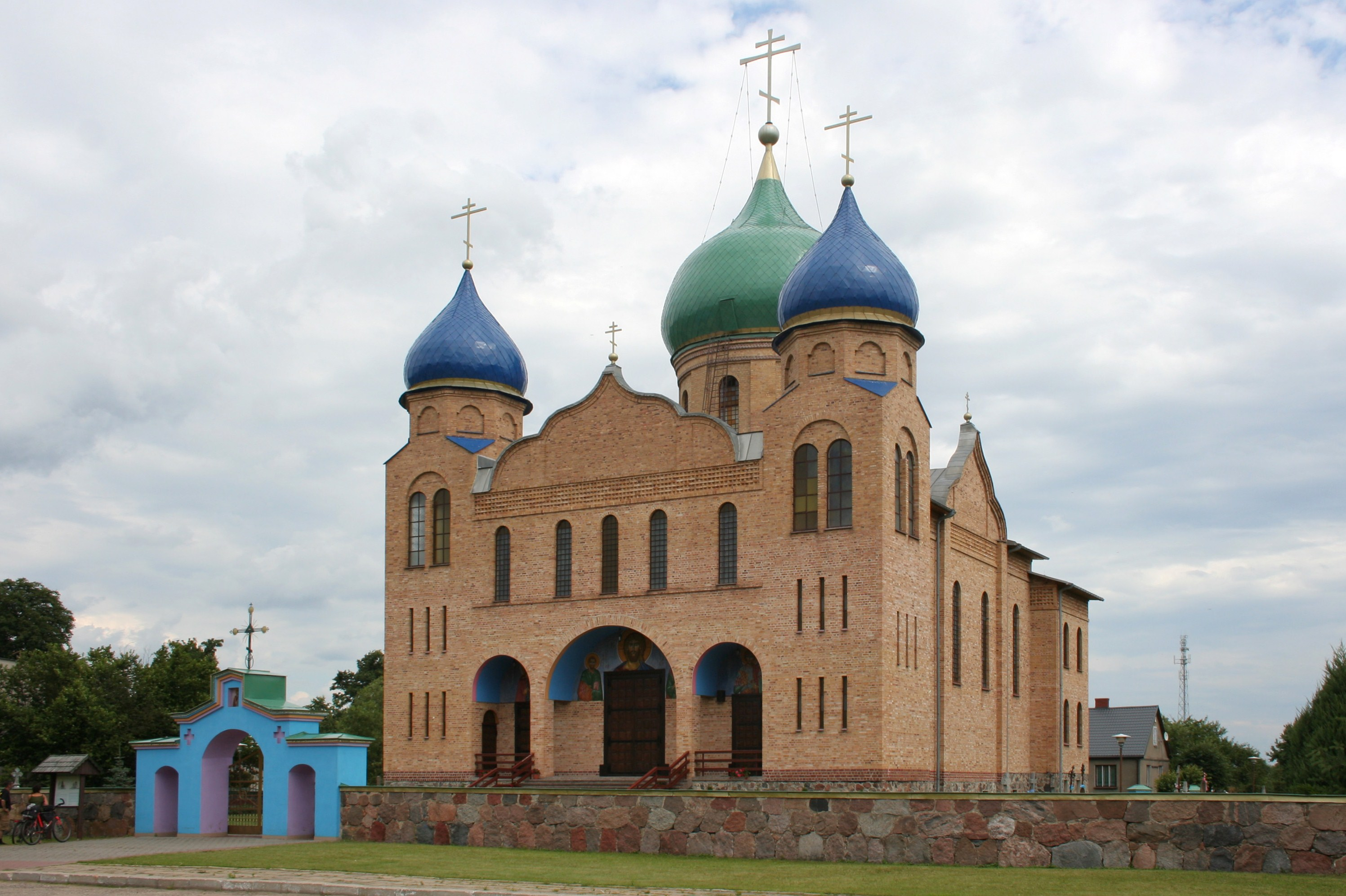
Церковь Успения Пресвятой Девы Марии в Чижах
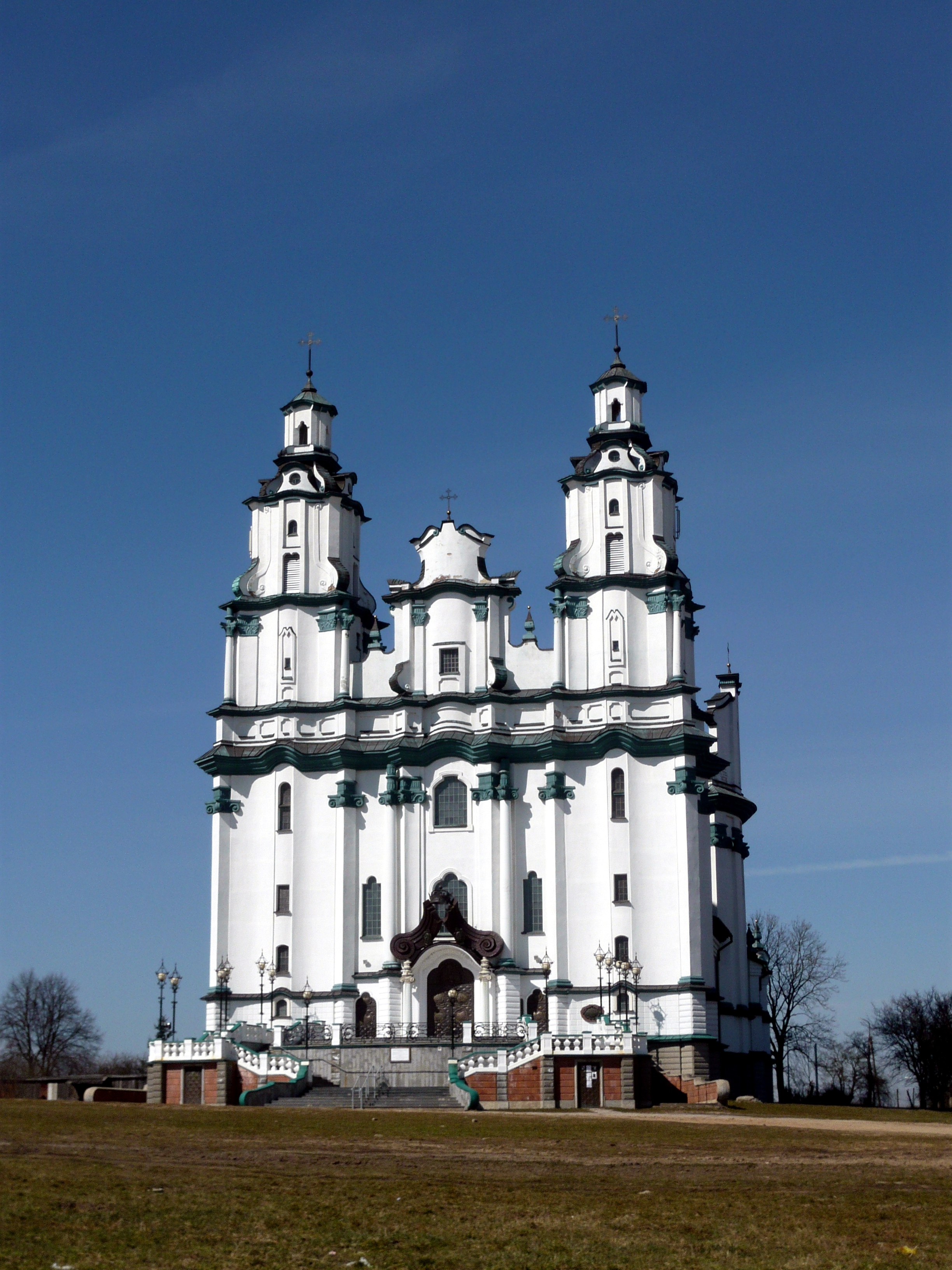
Костёл Воскресения Христова[источник не указан 4333 дня] в Белостоке
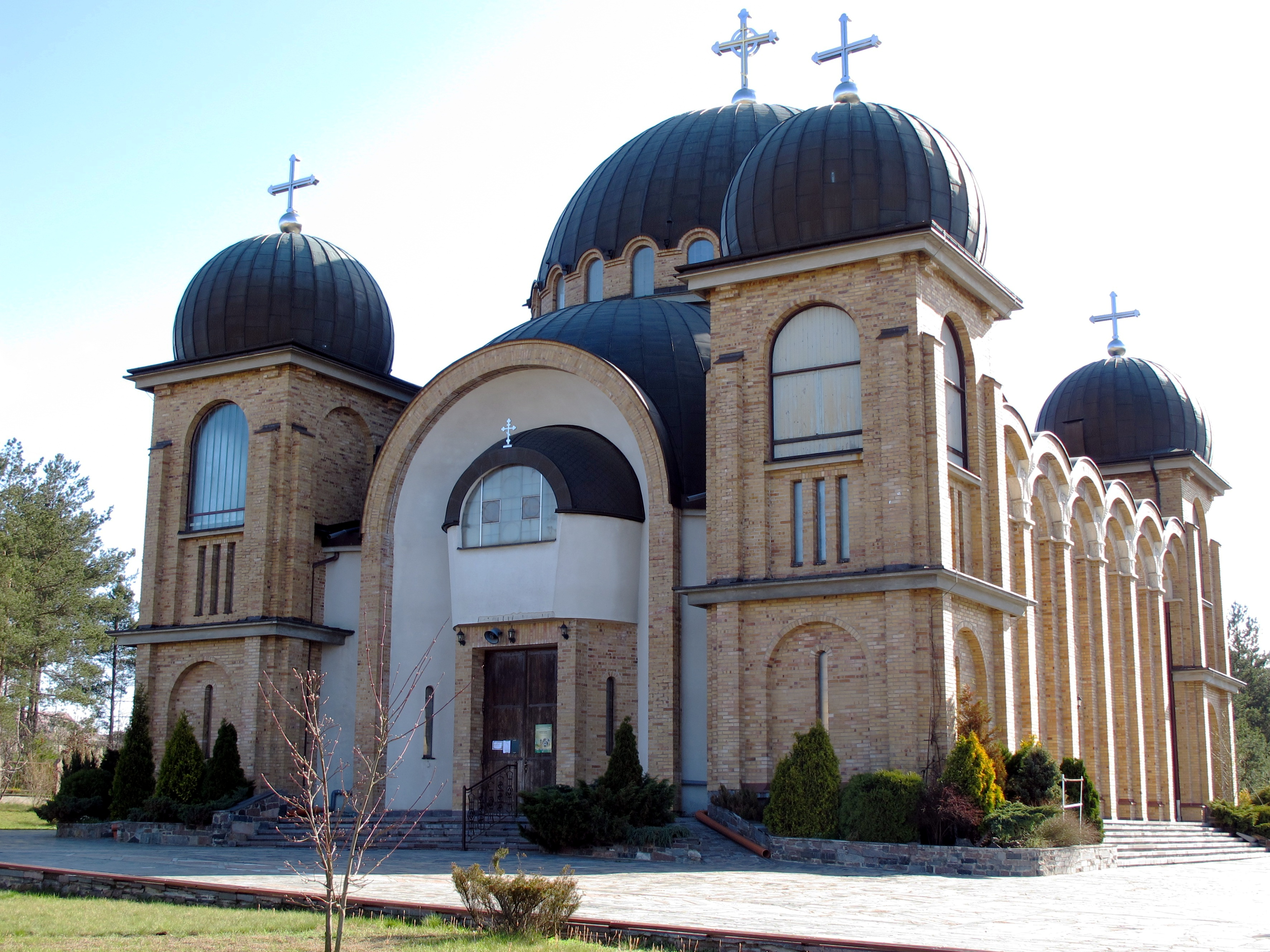
Церковь Премудрости Божией в Белостоке
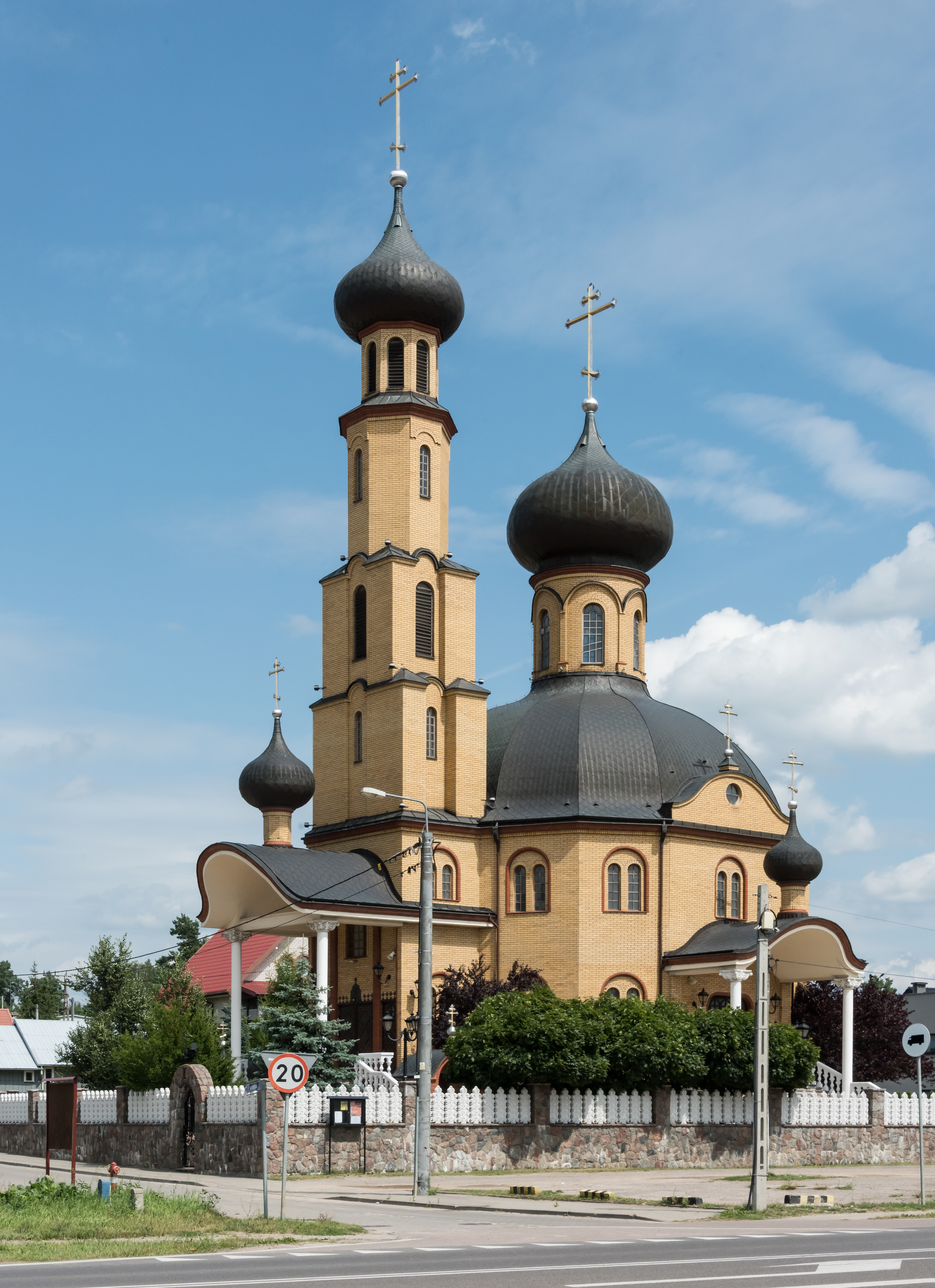
Церковь св. Пантелеймона в Защанках, Белосток
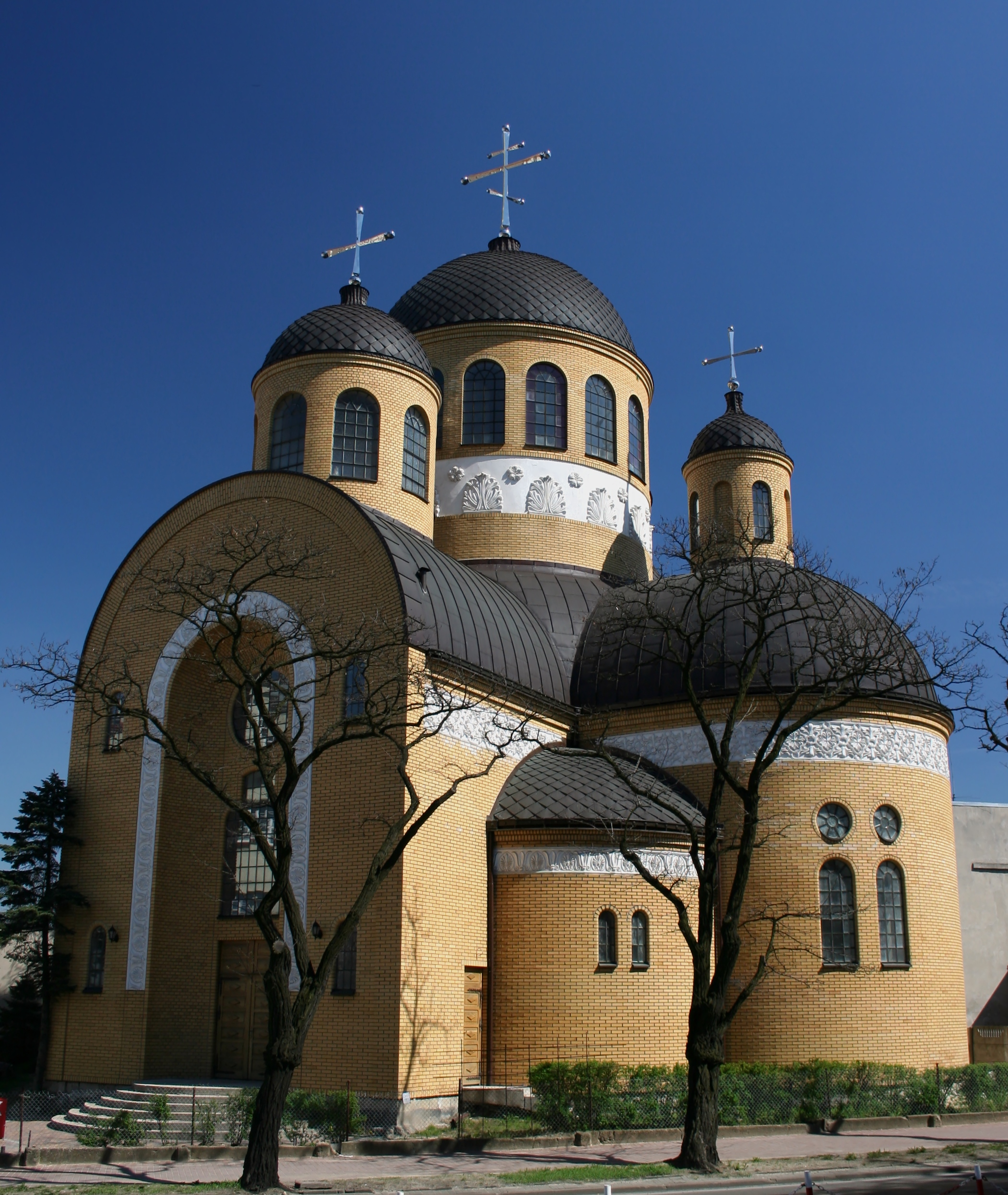
Православная церковь Ченстоховской иконы Божьей Матери в Ченстохове